# Феод

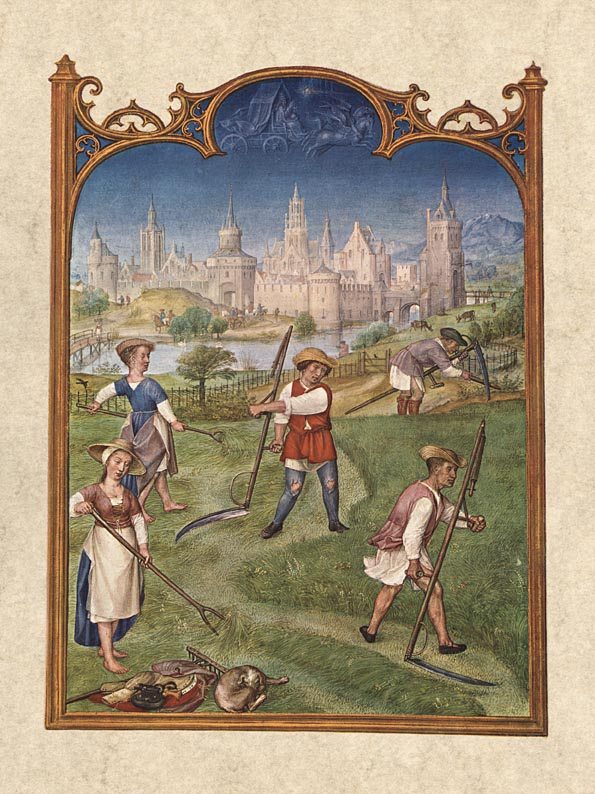
Зображення селянських робіт у феоді на ілюстрації із часослова (Бібліотека святого Марка, Венеція)

Фео́д (лат. feudum, від франк. fëhu — «худоба, майно» і ōd — «володіння»), також ф'єф (фр. fief), лен (нім. Lehen, сер.-в.-нім. lēhen, від давн.в-нім. līhan — «позичати»)  — спадкове земельне володіння в епоху феодалізму, за яке потрібно було нести службу (переважно військову) та інші повинності. Бенефіцій, що передався в спадок.

## У Західній Європі
Феодом у Західній Європі в період Середньовіччя називалося земельне пожалування, надане сеньйором своєму васалові в спадкове володіння за умови виконання феодальних служб: військової, придворної тощо. Та сама земля, передана васалами на тих самих умовах своїм васалам, називалася ар'єр-феодом. Ряд підпорядкованих один одному носіїв власницьких прав на ту саму земельну одиницю складав своєрідну феодальну «драбину», що стала основою титулярної системи.
Протилежністю феода був алод — безумовне землеволодіння, не обтяжене феодальними повинностями, яке становило індивідуально-родинну власність з необмеженим правом розпорядження, відчуження, успадкування тощо.
Алодіальне шляхетське землеволодіння в Польщі почало домінувати уже наприкінці XIV ст. з консолідацією шляхти в замкнутий привілейований стан, що, на думку С. Кутшеби, вперше зафіксовано в Кошицькому привілеї 1374 року. (Kutrzeba S. Historia ustroju Polski w zarysie.— Lwów, 1914.— T. 1.— S. 24). У Галичині й Західному Поділлі феоди, надані до 1504 року, визнані безумовною власністю шляхти на коронаційному сеймі Стефана Баторія в 1576 році (Volumina legum.— T. 2. — S. 164). Аналогом західноєвропейського феоду з певною долею умовності тут можна вважати так звану вислугу — землеволодіння, що надавалося боярину від великого князя за умови виконання військової служби та інших повинностей. Рудименти умовного землеволодіння на часи Боплана залишалися у формі боярських ленів.